# Coca (Spagna)
Coca è un comune spagnolo di 1 921 abitanti situato nella comunità autonoma di Castiglia e León.

## Monumenti
- Castello di Coca